# 4-я Красноармейская улица (Санкт-Петербург)

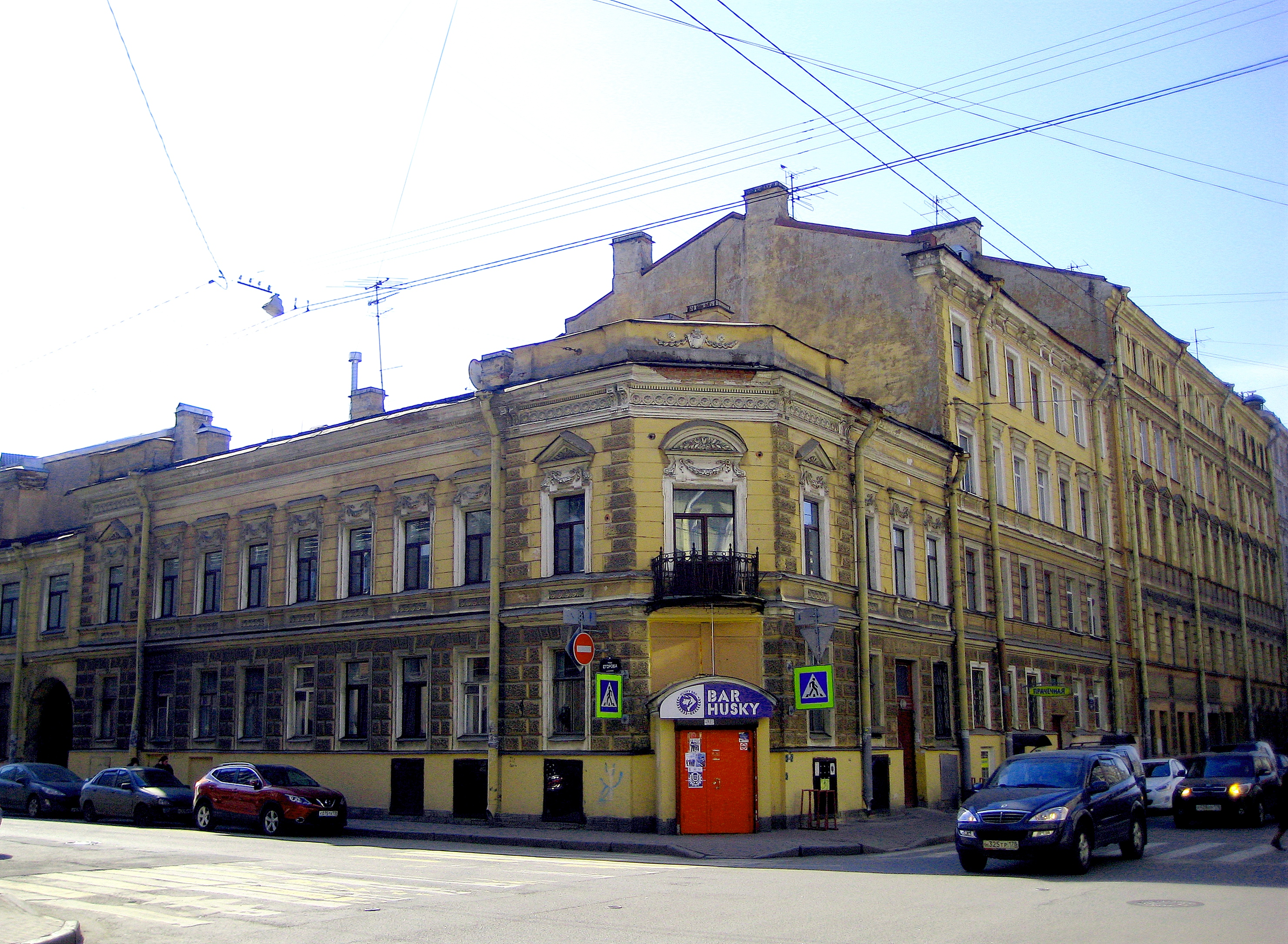
Особняк и доходный дом Н. Г. Кудрявцева, д. 12/11

4-я Красноарме́йская улица — улица в Адмиралтейском районе Санкт-Петербурга. Проходит от Московского до Измайловского проспекта.

## История названия
С середины XVIII века известно название улицы как 4-я Рота. Параллельно существовали названия 4-я Измайловская улица, 4-я Рота Измайловского полка.
Современное название 4-я Красноармейская улица присвоено 6 октября 1923 года в честь Красной Армии с целью утверждения советской терминологии и в противовес прежнему названию.

## История
Улица возникла в середине XVIII века, как улица для расположения 4-й роты Измайловского лейб-гвардии полка.

«…велено на полки Гвардии, вместо казарм, построить слободы… со всяким поспешением в нынешнем 1740 году… Измайловскому назначили… строить за Фонтанкою, позади обывательских домов, зачав строить от самой проспективой, которая лежит Сарскому Селу (теперь Московский проспект) на правую сторону вниз по оной речке»— «О строении слобод для Измайловского полка», Указ императрицы Анны Иоановны от 2 мая 1740 года

## Примечательные здания и сооружения
- Д. № 1/33 — дом Вольного экономического общества (главный корпус, флигель, сад, ограда).  781620743900006
- Д. № 4, литера А — особняк С. Б. Томиловой (Э. Л. Эйлер), построен в 1830 году архитектором С. И. Грязновым, в 1883 был пристроен двухэтажный дворовой флигель (техн. И. Н. Иорс), в 1892 — четырёхэтажный корпус и четырёхэтажный дворовой флигель (арх. А. И. Сосков)[2].  7831074000 Во дворе дома расположен собранный из металлолома и вышедших из употребления предметов быта памятник дворнику, который в левой руке держит метлу из железных прутьев, из них же изготовлена и борода. Местные жители зовут дворника Василием или дядей Васей. Авторы художник-экспериментатор Владимир Козин, архитектор Александр Васильев[3].
- Д. № 12 (улица Егорова, 11) — особняк и доходный дом Н. Г. Кудрявцева, построены в 1878 и 1897 году по собственному проекту.  7831075000
- Д. № 15 — в доме до 1963 года жил писатель Валентин Пикуль[4].
- Д. № 18а/17 — доходный дом (1908, архитектор Н. П. Басин). Во дворе дома расположена скульптура в античном стиле. Происхождение не известно[5].
- Д. № 18б — доходный дом (1906, архитектор Н. П. Басин)
- Д. № 19 — особняк В. С. Масленникова (с ледником и служебным флигелем), 1874, гражд. инж. А. И. Климов.  7831077000